# Colline Cidneo
La colline Cidneo (Colle Cidneo en italien) est une colline des Montagnes autour du lac de Garde qui se situe à proximité du centre historique de la ville de Brescia.

## Géographie

### Situation
La colline est située au nord de la ville de Brescia, avec un rattachement en direction de l'est à une autre colline : les Ronchi, dernière ramification des Montagnes autour du lac de Garde.

### Climat
La colline, étant située au centre de la ville, présente quasiment les mêmes caractéristiques climatiques que cette dernière. D'après la classification de Köppen elle est en climat tempéré des latitudes moyennes, pluvieux et généralement assez humide pendant toutes les saisons, avec des étés très chauds et des pluies concentrées entre mars et mai puis entre octobre et novembre. Sur le mont Maddalena voisin est présente une station météorologique.

## Histoire

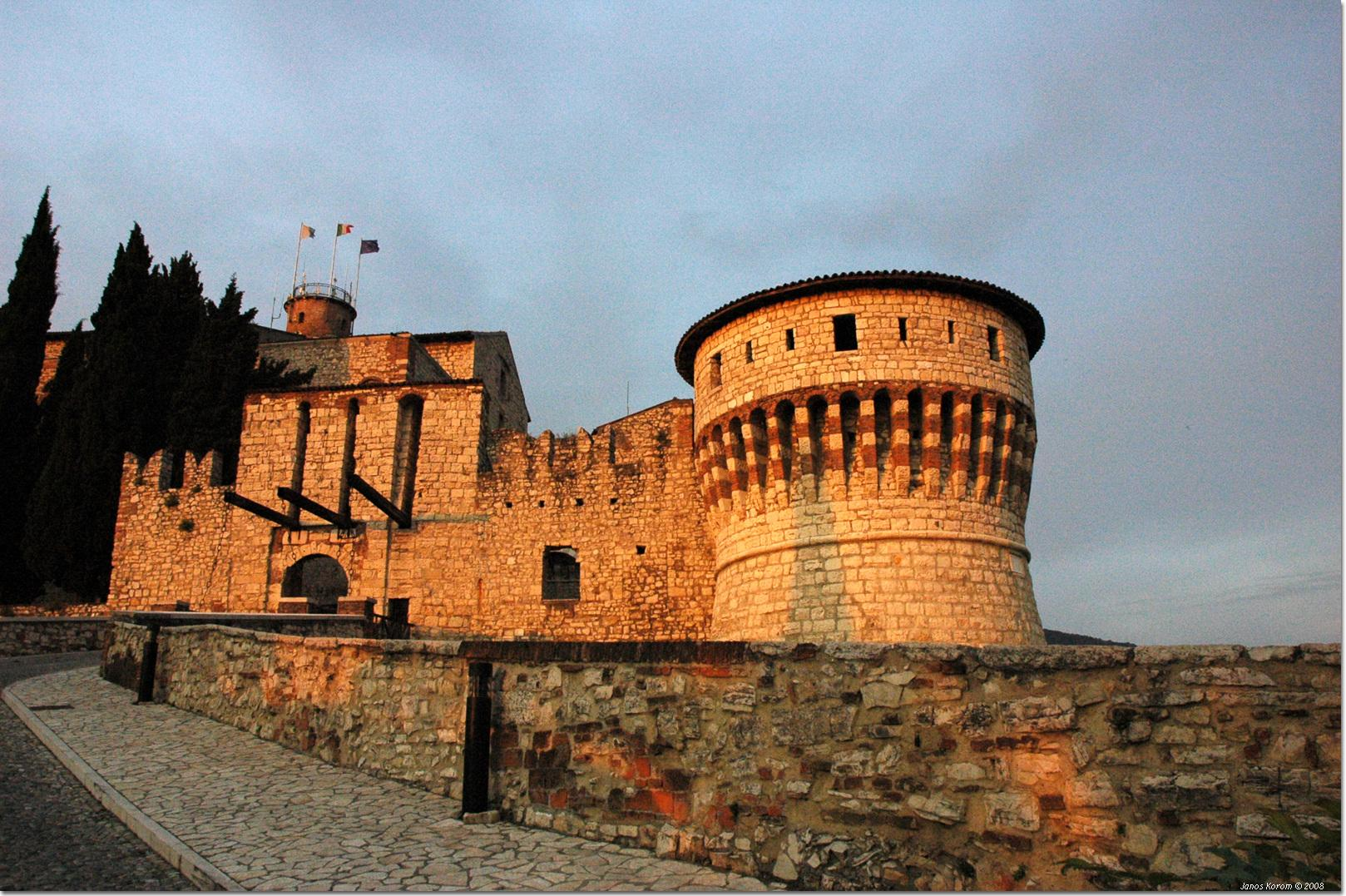
Vue du château de Brescia.

Les premiers établissements sur la colline datent du IXe siècle av. J.-C. L'organisation urbaine de la colline est due aux Romains qui, à la fin du Ier siècle, l'insérèrent à l'intérieur des murs de la ville. Au XIIIe siècle, commença la construction du château qui se termina au XVIe siècle. La colline fut, jusqu'à la seconde moitié du XVIe siècle, partie intégrante du mont Maddalena avant d'être séparée de celui-ci par une sorte de vallée, creusée à la mains par des hommes, qui devait servir à protéger le château d'éventuelles attaques venant des hauteurs. C'est cet événement qui donna son origine à la colline Cidneo.